# Mento
Mento är en unik blandning av europeisk och afrikansk folkmusik utvecklad på Jamaica. På 1920-talet spelades flera mentolåtar in av karibiska jazzmusiker och under 1930-talet och 1940-talet blev mentoduon Slim & Sam som spelade runt om i Kingston kända. Men det var inte förrän tidigt 1950-tal som riktiga mentoinspelningar började dyka upp på 78-varvare, denna period var också mentons gyllene årtionde och skivor spelades in av ett flertal olika artister i flera olika stilar och rytmer. Detta årtionde var höjdpunkten för mentons kreativitet och popularitet och det var också startpunkten för Jamaicas skivindustri. Dessa skivor avslöjar också att menton kunde vara allt från vild, uttrycksfull till organiserad och precis. Som tillägg till mentons afrikanska och europeiska rötter hade man nu även fått influenser från övriga Karibien samt amerikansk jazz. 
Även om mento hämtar sina influenser från flera kontinenter så framstår den helt klart som en unik jamaicansk musik och all senare musik från Jamaica har sin förfader i mento. Vissa stilar inom menton utvecklades i slutet på 1950-talet till ska och senare till reggae. 
Det släpps även nya versioner av gamla mentolåtar som till exempel dancehall-artisten Elephant Mans Hill and Gully. 
Även Owe Thörnqvists Loppan är från början en mentolåt,  Naughty Little Flea av Lord Flea .
- Vanliga instrument är:
  - banjo
  - akustisk gitarr
  - En hemmagjord saxofon, klarinett eller bambuflöjt
  - percussion, oftast endast en handtrumma men ibland även med maracas eller träblock
  - rumba box, ett stort tumpiano av trä med runt ljudhål.